# Josef Knecht
Plukovník Josef Knecht (od roku 1946 Josef Blažík, 22. listopadu 1895, Obce – 31. ledna 1956, Šumperk) byl legionář a důstojník československé armády.

## Život

### Mládí a první světová a ruská občanská válka
Josef Knecht se narodil 22. listopadu 1895 v Obcích v dnešním okrese Brno-venkov. Mezi lety 1906 a 1914 vystudoval brněnské gymnázium. 1. ledna 1915 nastoupil službu u c. k. pěšího pluku v Brně, přičemž absolvoval i školu pro záložní důstojníky. Od června 1915 bojoval v pozici zástupce velitele čety na ruské frontě, kde po pouhém měsíci 7. července padl u Lucku do zajetí. Necelý rok strávil v zajateckém táboře, v červnu 1916 poté vstoupil v hodnosti podporučíka do 1. srbské dobrovolecké divize. Absolvoval důstojnický kurz v Oděse a poté bojoval v Dobrudže, kde byl dvakrát raněn. Požádal si o přeložení do Československé armády na Rusi, kam byl přeložen v lednu 1917. Již jako poručík sloužil v pozici velitele čety u 6. střeleckého pluku, zúčastnil mimo jiné bitvy u Bachmače a transsibiřské anabáze. Do Československa se vrátil v červnu 1920 v hodnosti kapitána.

### Mezi světovými válkami
Po návratu nastoupil Josef Knecht jako velitel roty u pěšího pluku v Olomouci, dále se vzdělával mimo jiné v Jugoslávii a hodnostně i pozičně stoupal. Od roku 1932 sloužil v Uherském Hradišti, od roku 1933 ve Vysokém Mýtě a od roku 1935 v Šumperku, kde dosáhl hodnosti podplukovníka. 1. prosince 1936 byl jmenován velitelem praporu Stráže obrany státu v Šumperku a zároveň vojensko-technickým referentem u hlavního okresního úřadu tamtéž. Za své působení si vysloužil kladná hodnocení. Vystupoval silně protiněmecky. Po odstoupení pohraničí Německu se přesunul do Boskovic.

### Druhá světová válka
Po rozpuštění armády pracoval Josef Knecht jako referent ministerstva zemědělství v Lipníku nad Bečvou, poté působil v Praze a nakonec v Kroměříži. V roce 1941 byl přeložen do výslužby. V témže roce byl také vyšetřován Gestapem kvůli své činnosti ve Stráži obrany státu a také proto, že jeho synovec František Knecht vstoupil ve Velké Británii do československého zahraničního vojska. Zájem Gestapa a exponovanost jeho osoby byla zřejmě důvodem, proč nebyl přizván do Obrany národa. Od roku 1942 pomáhal ve švagrově firmě v Olomouci, soukromě sbíral zpravodajské informace a během květnového povstání se přihlásil opět do služby.

### Po druhé světové válce
V září 1945 byl učiněn pokus o zproštění Josefa Knechta činné služby kvůli jeho údajnému nedostatečnému působení v odboji, ale obhájil se. Mezi lety 1946 a 1947 působil jako velitel školy důstojníků v záloze, v roce 1946 vstoupil do KSČ a v prosinci téhož roku si změnil příjmení na české Blažík. Od roku 1947 byl převelen k pěšímu praporu jako zástupce velitele, jehož velení pak převzal v březnu 1948. V roce 1950 sám požádal o přezkum svého zdravotního stavu, při kterém bylo zjištěno, že již není schopen polní služby, a v únoru 1951 byl přeložen do výslužby. Poté pracoval jako administrativní síla v lékárně v Šumperku.

## Rodina
Josef Knecht se v roce 1923 oženil s Drahomírou Rozholdovou a o rok později se mu narodila dcera Helena. Jeho synovec František byl za druhé světové války členem československého zahraničního vojska na západě.